# Malpighia cnide
Malpighia cnide là một loài thực vật có hoa trong họ Malpighiaceae. Loài này được Spreng. mô tả khoa học đầu tiên năm 1822.